# Vénus Beauté (institut)
Vénus Beauté (institut) is een Franse film uit 1999 onder regie van Tonie Marshall. 

## Verhaal
Samen met twee collega's werkt Angèle als schoonheidsspecialiste in het schoonheidssalon 'Vénus Beauté' dat wordt uitgebaat door mevrouw Nadine. Tijdens de esthetische behandelingen vertrouwen klanten en personeel elkaar hun relationele en andere zorgen toe. 
Angèle is een prille veertigster die nood heeft aan liefde en geluk. Ze gelooft echter niet meer in de echte liefde. Na haar werk gaat ze de versiertoer op met het doel bij de mannen vriendschap en seks te vinden. Heel dikwijls blijft ze onvoldaan achter. 
Haar jongere collega Samantha rijgt de dates aan elkaar en bespreekt ze achteraf met Angèle. Ook Marie, haar jongste collega, is op zoek naar liefde en denkt die te moeten vinden bij een veel oudere man, een piloot.
Op een morgen kruist de iets jongere Antoine Angèle's pad in een café. Hij wordt halsoverkop verliefd op haar en verklaart haar zijn liefde. Zij gaat niet direct in op zijn gevoelens, ook al omdat Antoine vertelt dat hij een verloofde heeft. Hij voegt eraan toe dat hij zich wel van haar voelt wegdrijven. Hoewel Angèle weigert opnieuw geloof te hechten aan de liefde, krijgt ze geleidelijk gevoelens voor Antoine.

## Rolverdeling
| Acteur           | Personage                                          |
| ---------------- | -------------------------------------------------- |
| Nathalie Baye    | Angèle Piana                                       |
| Bulle Ogier      | mevrouw Nadine, de bazin                           |
| Samuel Le Bihan  | Antoine DuMont                                     |
| Jacques Bonnaffé | Jacques                                            |
| Mathilde Seigner | Samantha                                           |
| Audrey Tautou    | Marie                                              |
| Robert Hossein   | de piloot                                          |
| Édith Scob       | de klant met de vlekken op haar handen             |
| Marie Rivière    | de klant met de laarzen                            |
| Hélène Fillières | de verloofde van Antoine                           |
| Brigitte Roüan   | mevrouw Marianne                                   |
| Claire Nebout    | de exhibitionistische klant                        |
| Micheline Presle | tante Maryse                                       |
| Emmanuelle Riva  | tante Lyda                                         |
| Claire Denis     | de klant met astma                                 |
| Gilbert Melki    | de minnaar van het station                         |
| Elli Medeiros    | juffrouw Evelyne, de nieuwe schoonheidsspecialiste |